# Georges Engel

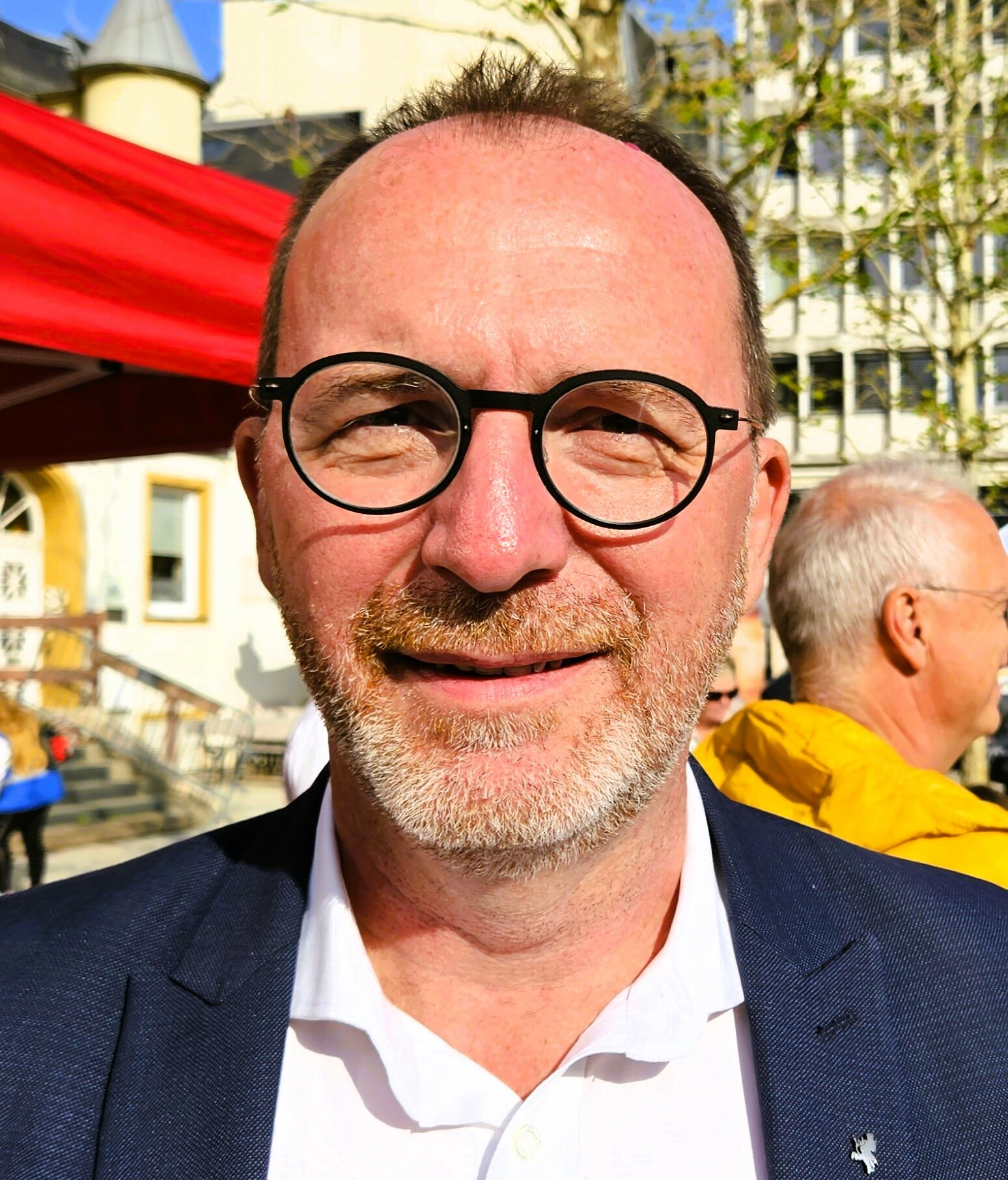
Georges Engel, 2023

Georges Engel (* 7. September 1968 in Differdingen) ist ein luxemburgischer Politiker (LSAP).

## Ausbildung
Georges Engel absolvierte an der Université libre de Bruxelles ein Hochschulstudium als graduierter Sozialkrankenpfleger.

## Berufliche Tätigkeiten
Engel war von 1991 bis 1997 als Sozialarbeiter im Sozialmedizinischen Zentrum in Differdingen tätig. Ab 1997 war er Leiter des sozialmedizinischen Schuldienstes in Petingen.

## Politische Laufbahn
Engel ist seit 1993 Mitglied der sozialdemokratischen Partei LSAP. Von 2010 bis 2019 übernahm er innerhalb seiner Partei die Funktion als Vizepräsident.
Kommunalpolitisch wurde Engel 1997 erstmals in den Kommunalrat der Gemeinde Sassenheim gewählt. Von 2005 bis 2020 war er Bürgermeister der Gemeinde.
Auf nationaler Ebene zog er 2012 als Nachrücker für die Abgeordnete Lydie Err ins luxemburgische Parlament ein. Nach zwei erfolgreichen Wiederwahlen im Jahr 2013 und 2018 übernahm er im Jahr 2020 den Fraktionsvorsitz. Nach dem Rücktritt von Dan Kersch als Minister für Sport sowie Arbeitsminister übernahm Engel diese Ämter im Januar 2022 bis November 2023.